# Portada/article novembre 6

## Sirenis
Els sirenis (Sirenia) són un ordre de mamífers aquàtics herbívors amb quatre espècies vivents. Pertanyen al superordre dels afroteris. Els elefants són els seus parents vivents més propers. Els sirenis són el tercer grup més gran de mamífers marins, després dels cetacis i les foques. A diferència d'aquestes últimes, no tenen membres que els permetin desplaçar-se per terra. En contrast amb els cetacis, els sirenis romanen sempre en aigües costaneres o en aigua dolça, sovint en aigües molt somes.